# Maria Sløk Hansen
Maria Sløk Hansen (født 1983) er en dansk atlet medlem af Lynge-Broby IF, Korsør AM og fra 2002 Hvidovre AM. 
Maria Sløk Hansen har fået medalje ved DM i diskoskast de sidste 11 år i træk, og sat sig på DM-tronen de tre seneste Danske Mesterskaber i træk. Har seks gange repræsenteret de danske farver på landsholdet i diskos. Hun har vundet seks danske mesterskaber, heraf tre i diskoskast (2009-2011), to i kastefemkamp (2008 og 2012) og et i DM Hold i kast (2011), derudover 37 medaljer ved Danske Mesterskaber, heraf elve i diskoskast og otte i kastemangekamp, seks i kuglestød og to i vægtkast. Med 3699 point ved DM Kastemangekamp 2012 overtog Sløk Hansen Meiken Greves dansk rekord. 
Ved de Danske Mesterskaber i kastefemkamp 2013 var Maria Sløk med 3.696 point kun tre point fra den danske rekord. To uger senere i sæsonens absolut sidste stævne lykkedes det at slå rekorden på hjemmebanen på Hvidovre Stadion med serien; hammerkast 50,19 (personlig rekord), kuglestød 14,63 i, kun 1 cm fra den personlige rekord, diskoskast 46,50, vægtkast 15,89 (personlig rekord) og spydkast 28,41. Hun noterede dermed 3859 point, en forbedring af den danske rekord med 160 point.

## Landskampe
(Listen er ikke komplet)
- 2008	Europa-Cup 2. div.	Diskoskast	7.plads	34.91
- 2007	Europa-Cup 2. div.	Diskoskast	7.plads	37.85
- 2005	Europa-Cup 2. div.	Diskoskast	8.plads	40.07
- 2004	Europa-Cup 2. div.	Diskoskast	8.plads	34.59

## Internationale ungdomsmesterskaber
- 2002 U21-NM Kuglestød 5.plads 12,12
- 2002 U21-NM Diskoskast 7.plads 37,11
- 2001 U21-NM Kuglestød 8.plads 11,14
- 2001 U21-NM Diskoskast 8.plads 35,61

## Danske mesterskaber
(Listen er ikke komplet)
- Guld 2012 Kastefemkamp	3999
- Sølv 2012  Kuglestød-inde 13,78
- Bronze 2011 Kastefemkamp	3306
- Bronze 2011 Hammerkast	45.33
- Guld 2011 Diskoskast	47.92
- Sølv 2011 Kuglestød	13.74
- Sølv 2011 Danmarksturneringen
- Guld 2011 Hold kast
- Guld 2010 Diskoskast	44,58
- Sølv 2011 Kuglestød        13,01
- Sølv 2010 Kastefemkamp 3806 p
- Guld 2009 Diskoskast
- Bronze 2009 Danmarksturneringen
- Bronze 2008 Danmarksturneringen
- Sølv 2007 	3252
- Sølv 2007 Diskoskast	38.16
- Bronze 2007 Danmarksturneringen
- Bronze 2006 Kastefemkamp	3138
- Sølv 2006 Diskoskast	41.15
- Bronze 2006 Kuglestød	12.47
- Bronze 2005 Kastefemkamp	3263
- Bronze 2005 Kastefirekamp	2584
- Bronze 2005 Hammerkast	41.17
- Sølv 2005 Diskoskast	38.57
- Bronze 2005 Danmarksturneringen
- Bronze 2004 Diskoskast	39.19
- Bronze 2004 Danmarksturneringen
- Bronze 2003 Diskoskast	39.23
- Bronze 2003 Kuglestød-inde 12.49
- Sølv 2002	Diskoskast	39.01
- Bronze 2002 Danmarksturneringen
- Sølv 2001	Diskoskast      36.99

## Personlige rekorder
- Kuglestød: 14,64(2013)
- Diskoskast:  50,23 (2013)
- Spydkast: 29,25 (2013)
- Hammerkast: 50,19 (2013)
- Vægtkast: 15,89 (2013)
- Kastefemkamp: 3859p (2012) (Serie:hammerkast 50,19, kuglestød 14,63, diskoskast 46,50, vægtkast 15,89 og spydkast 28,41) Dansk rekord